# Reichenbach (Waldems)
Reichenbach ist ein Ortsteil der Gemeinde Waldems im südhessischen Rheingau-Taunus-Kreis.
Der Ort liegt im östlichen Hintertaunus des Naturpark Rhein-Taunus. Durch den Ort verläuft die Bundesstraße 275.

## Geschichte
Reichenbach war schon in vorchristlicher Zeit besiedelt. Darauf lässt ein Hügelgrab schließen. Der im Süden liegende Ringwall „Burg“ deutet eine frühmittelalterliche Besiedlung an. Erstmals schriftlich erwähnt wird der Ort im Jahre 1428. Damals lautete der Ortsname Richinbach. 1604 wurde eine Schule errichtet, die bis 1968 auch diesem Zweck diente. Die nahegelegene Siedlung Liegenhausen ist heute eine Wüstung.
Man ist sich unsicher, ob der Ort nach dem ca. 2 km langen Bach Reichenbach, der den Ort durchfließt, benannt wurde oder ob der Bach nach dem Ort benannt wurde. Der Reichenbach entspringt nordöstlich des Ortes auf einer Höhe von 435 m kurz unter der Siedlung Tenne.
Im Zuge der Gebietsreform in Hessen wurde die Gemeinde Reichenbach am 1. August 1972 durch Gesetz mit fünf Nachbargemeinden aus dem Untertaunuskreis und dem Landkreis Usingen zur neuen Gemeinde Waldems zusammengeschlossen. Wie für jeden Ortsteil wurde durch die Hauptsatzung auch für Reichenbach ein Ortsbezirk mit Ortsbeirat und Ortsvorsteher eingerichtet.
Am 6. Februar 2020 wurde Reichenbach als „Dolles Dorf“ beim Hessischen Rundfunk (HR) gezogen. Die Dreharbeiten fanden am 7. Februar 2020 statt, am 8. Februar 2020 erfolgte die Ausstrahlung in der Hessenschau des HR.

## Kultur und Sehenswürdigkeiten
- Alte Schule (Reichenbach)
- Kirche
- Ringwall Waldems
- Tenne (Reichenbach)
- Feldscheune des NABU Waldems
- Laifelsen

Für die denkmalgeschützten Kulturdenkmäler des Ortes siehe Liste der Kulturdenkmäler in Reichenbach.

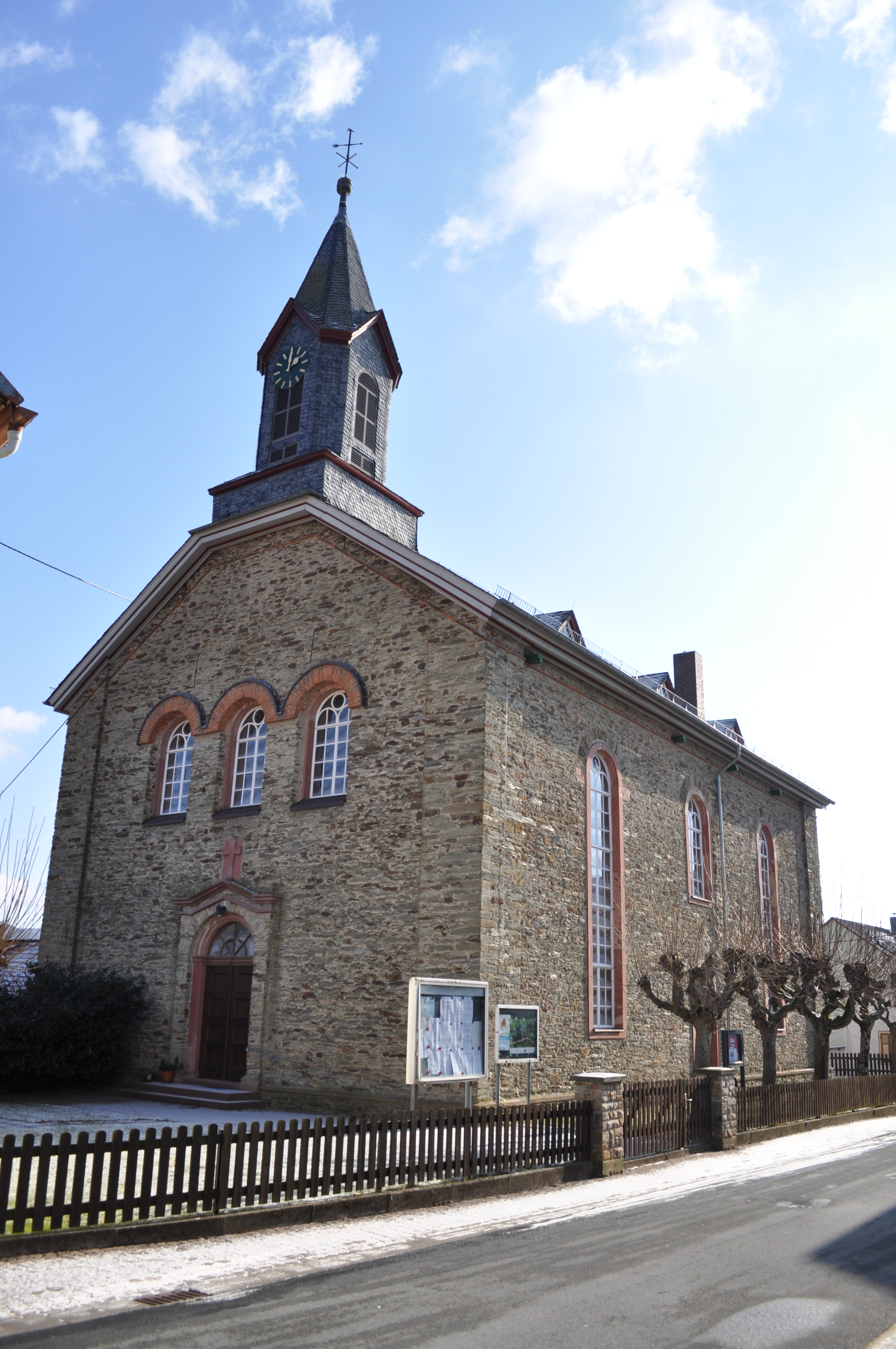
Ev. Kirche, erbaut 1839/1840; Architekt ist Eduard Zais
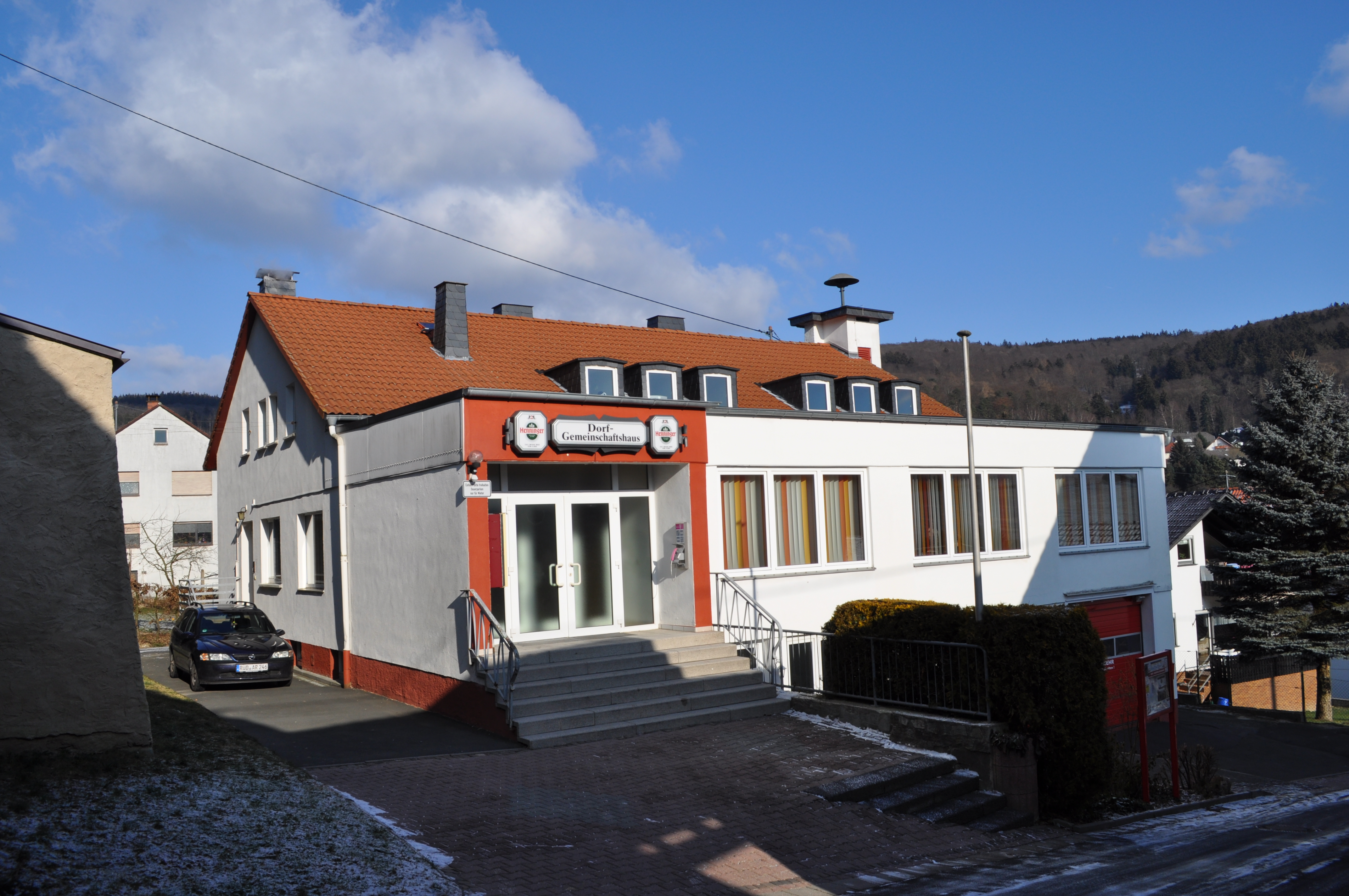
Dorfgemeinschaftshaus,  erbaut 1956, erster Anbau in den 90ern, letzter Anbau im Jahr 2019
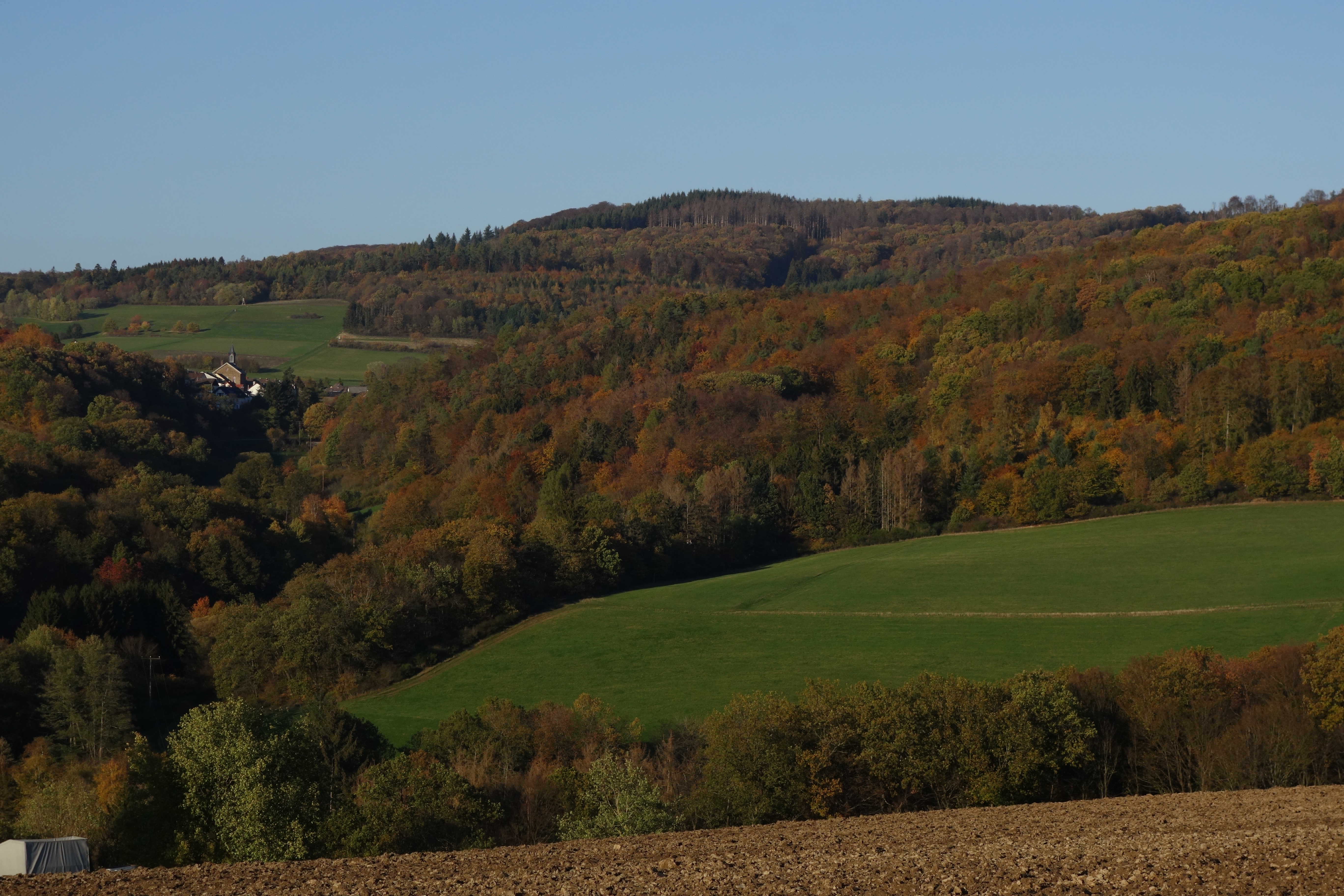
Blick auf Reichenbach am Fuße des Pfaffenkopfs; im Vordergrund rechts steigt der Berg Burg an, auf dem sich der Ringwall Waldems befindet.
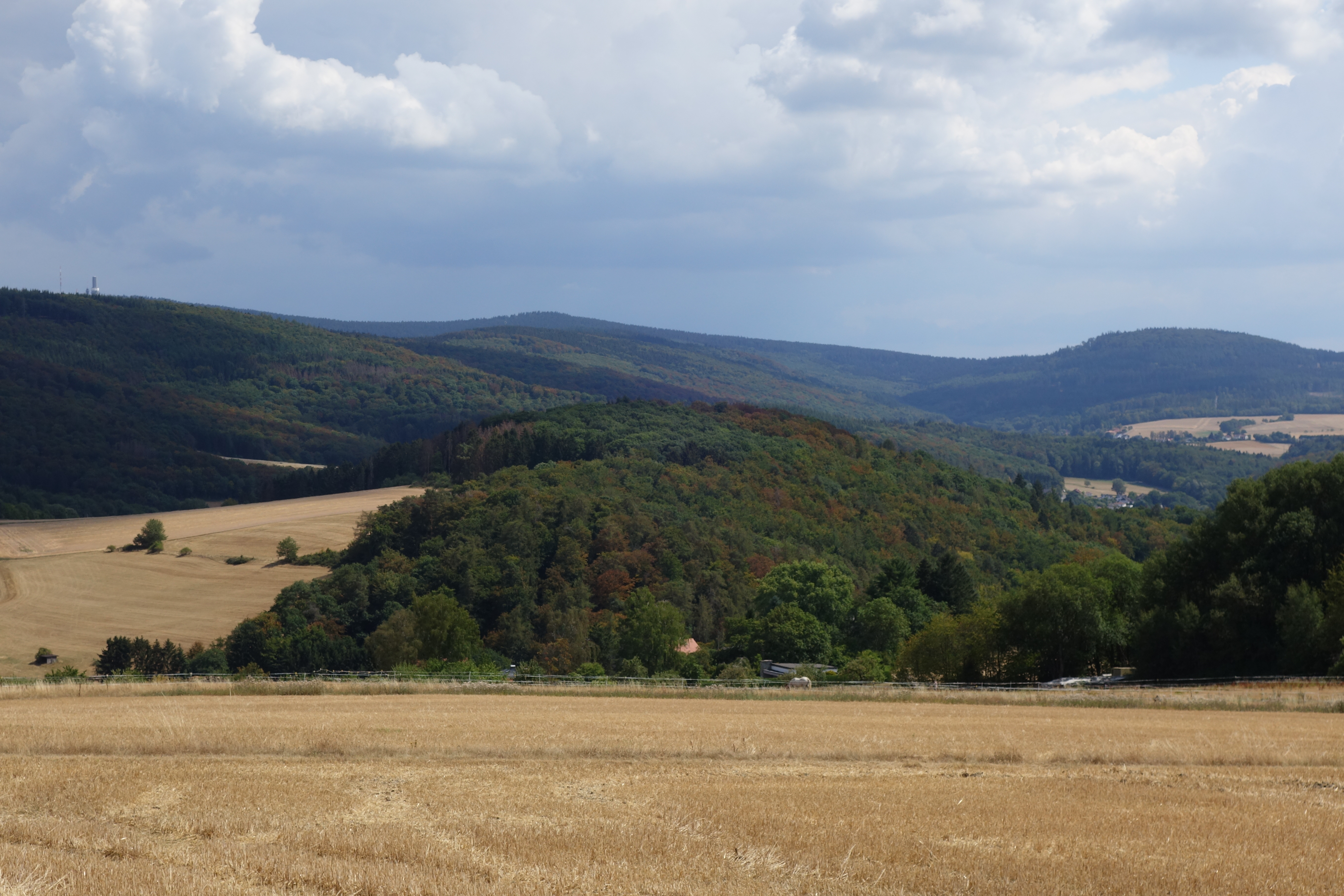
Der Berg Burg von Nordwesten gesehen. Links am Bildrand der Berg Windhain, darüber lugen die Türme des Großen Feldbergs hervor, mittig am Horizont Kleiner Feldberg, sowie davor der Weilsberg, der nach links in den Hühnerberg übergeht, hinten rechts der Glaskopf über den Häusern von Oberems sowie wiederum darunter Wüstems.